# Tarroja de Segarra
Tarroja de Segarra es un municipio y localidad española de la provincia de Lérida, en la comunidad autónoma de Cataluña. El término municipal, ubicado en la comarca de la Segarra, tiene una población de 170 habitantes (INE 2024).

## Geografía
Está situado al norte de Cervera, en el valle del río Sió. Se trata de un municipio de pequeña extensión formado por un solo núcleo urbano. Hasta el censo de 1981 se llamaba simplemente Tarroja.

## Historia
Hacia mediados del siglo XIX, el lugar tenía contabilizada una población de 155 habitantes. La localidad aparece descrita en el decimocuarto volumen del Diccionario geográfico-estadístico-histórico de España y sus posesiones de Ultramar de Pascual Madoz de la siguiente manera:

TARROJA: v. con ayunt. en la prov. de Lérida (8 2/3 leg.), part. jud. de Cervera (1 1/4), dióc. de Solsona (6 1/2), aud. terr. y c. g. de Barcelona (15 3/4). sit. en un llano; su clima es templado. Tiene 48 casas; la de ayunt.; igl. parr. (San Salvador) servida por un cura de segundo ascenso y patronato real; una ermita (San Julian); cementerio y una fuente de no muy buenas aguas. La pobl. está circuida de una muralla ant. bastante bien conservada, en la que hay 3 puertas, y otra abertura nombrada la Brecha. Confina: N. Torrafeta y Bellvehi; E. Preñanosa; S. Castellnou, y O. Cedó. El terreno es de buena y mediana calidad, fertilizándole algun tanto las aguas del r. Sio. Los caminos dirigen á Guissona, Agramunt y Calaf. La correspondencia se recibe en Cervera. prod.: trigo, centeno, cebada, vino, aceite, frutas, legumbres, hortaliza, patatas, cáñamo y pastos; cria ganado mular y vacuno en corto número; caza de liebres, conejos y perdices, y pesca de barbos y anguilas. ind.: un molino harinero y otro de aceite. pobl.: 35 vec., 155 alm. cap. imp.: 91,010 rs. contr.: el 14'48 por 100 de esta riqueza.
(Madoz, 1849, p. 673)

## Demografía
Cuenta con una población de 170 habitantes (INE 2024).
| Gráfica de evolución demográfica de Tarroja de Segarra entre 1842 y 2021 |
| |
| Población de derecho según los censos de población del INE Población de hecho según los censos de población del INEEn estos censos se denominaba Tarroja: 1842, 1857, 1860, 1877, 1887, 1897, 1900, 1910, 1920, 1930, 1940, 1950, 1960, 1970 y 1981 |

| 1860 | 1900 | 1930 | 1950 | 1970 | 1981 | 1986 | 1998 | 2003 | 2006 |
| ---- | ---- | ---- | ---- | ---- | ---- | ---- | ---- | ---- | ---- |
| 532  | 460  | 396  | 378  | 259  | 225  | 205  | 187  | 160  | 175  |